# Kalászhalalakúak
A kalászhalalakúak (Atheriniformes) a csontos halak (Osteichthyes) főosztályának sugarasúszójú halak (Actinopterygii) osztályába tartozó rend.

## Rendszerezés
A rendbe az alábbi alrendek és családok tartoznak.

### Atherinoidei
Az Atherinoidei alrendbe 9 család tartozik
- Kalászhalfélék (Atherinidae)
- Atherionidae
- Bedotiidae
- Dentatherinidae
- Melanotaeniidae
- Notocheiridae
- Phallostethidae
- Pseudomugilidae
- Telmatherinidae

### Atherinopsoidei
Az Atherinopsoidei alrendbe 1 család tartozik
- Atherinopsidae